# Siège de Lille (1302)
Pour les articles homonymes, voir Siège de Lille.
Guerre de Flandre
Batailles
- Furnes (1297)
- Lille (1297)
- Bruges (1302)
- Courtrai (1302)
- Lille (1302)
- Arques (1303)
- Zierikzee (1304)
- Mons-en-Pévèle (1304)
- Lille (1304)

Le siège de Lille de 1302, deuxième subi par la ville au cours de la guerre de Flandre, fait suite aux mâtines  brugeoises, massacre d’un millier de partisans du roi de France, à la reprise de plusieurs villes par le Comte de Flandre et  à la bataille des éperons d’or du 11 juillet 1302 où l’armée française fut mise en déroute par les Flamands. 

## Déroulement
Après cette victoire, Jean de Namur, fils de Gui de Dampierre, fit le siège de Lille le 1er août 1302. Ce siège fut court et peu meurtrier. 
Les habitants de la ville, possession française depuis 1297, étaient divisés entre les notables partisans du roi de France et le peuple favorable au Comte de Flandre.
Le Magistrat, partisan du Roi de France, demanda l’aide de Philippe le Bel qui promit son secours.
Les artisans amenèrent Étienne II de Sancerre, commandant des troupes françaises à Lille à signer le 6 août une convention aux termes de laquelle la ville serait livrée le 15 août en l'absence de secours français.[réf. souhaitée]
Les Flamands entrèrent en ville à cette date, Philippe le Bel n’ayant pu tenir sa promesse d’aide à ses partisans.

## Conséquences
Après Lille, les flamands reprirent d’autres villes conquises par les français en 1297, Douai et Tournai.